# Jean-Louis Pierrot

Jean-Louis Pierrot (Acul-du-Nord, 19 de diciembre de 1761 - Cap-Haitien, 18 de febrero de 1857) fue el quinto presidente de Haití.
Pierrot fue elegido presidente del país por el Consejo de Estado el 16 de abril de 1845, al día siguiente de la muerte de Philippe Guerrier. Desconfiando de posibles conspiraciones dentro del palacio presidencial, en la capital de Port-au-Prince, trasladó su gobierno a la segunda ciudad del país, Cap-Haitien y Port-au-Prince perdió su condición de capital. Proclamó su intención de mantener la parte oriental de la isla que se había rebelado contra la ocupación de Haití para proclamar la independencia de la República Dominicana en febrero de 1844. Su gobierno tuvo que hacer frente a las incursiones que desde la República Dominicana acosaban a las tropas haitianas a lo largo de la frontera y a los ataques por parte de barcos dominicanos en las costas de Haití. Pierrot decidió iniciar una campaña militar contra los dominicanos, a quienes consideraba simplemente como insurgentes. La población haitiana, sin embargo, no estaba dispuesta a ir a la guerra con sus vecinos, y no estaba dispuesta a apoyar las opiniones del Presidente, dando lugar a una corriente opositora al mismo.
Además, Pierrot no era del agrado del ejército al haber otorgado grados militares a los dirigentes de los campesinos del Departamento Sur y a muchos de sus seguidores. Por su parte, los habitantes de los pueblos de este departamento se sentían incómodos con respecto a las tendencias de Pierrot, que había nombrado al General Jean-Jacques Acaau, quien a finales de marzo de 1844 había liderado un ejército rebelde conocido como piquets en las inmediaciones de la ciudad de Les Cayes, en el suroeste, conformando la llamada "L’Armée Souffrante" (Armada del Sur) y poniendo fin a la presidencia de Charles Rivière-Hérard, como Comandante del arrondissement (o distrito) de Anse-à-Veau, en el actual Departamento de Nippes, antes Departamento de Grand’Anse.
La población de Port-au-Prince y la élite intelectual y militar, instalada en la antigua capital, no aceptó el destino de su ciudad. Tras producirse enfrentamientos internos, el 1 de marzo de 1846, el General Jean-Baptiste Riché fue proclamado Presidente de la República en Port-au-Prince. El 24 de marzo Pierrot se resignó y se retiró a su propiedad de Camp-Louise, donde falleció el 18 de febrero de 1857.